# Shenyang
Shenyang (xinès: 沈阳, pinyin: Shěnyáng; en manxú: Simiyan hoton) és la capital de la província de Liaoning a la República Popular de la Xina. Segons el cens del 2020, té una població 9.070.093 habitants. El nom vol dir "Ciutat al nord del riu Shen", referint-se al riu Hun, que antigament s'anomenava riu Shen.
La ciutat té un clima amb temperatures extremes que poden superar els 35 °C a l'estiu i descendir fins i tot els -25 °C en els mesos d'hivern.

## Història
El 1625, el líder manxú Nurhaci va traslladar la capital a Shenyang. La va rebatejar Mukden el 1634. Shenyang va ser la capital dels manxús fins que es va traslladar a Pequín el 1644, quan la dinastia Qing va conquistar la ciutat i s'hi va establir. A partir de 1657, Shenyang va rebre el nom de Fengtianfu. El 1914 va tornar al seu nom original. El 1905 es va produir a la ciutat una important victòria japonesa durant la Guerra russo-japonesa.
L'Incident de Mukden (18 de setembre de 1931), que va impulsar els japonesos a crear l'estat de Manxukuo, va tenir lloc molt a prop de Shenyang. Durant el període de Manxukuo, la ciutat va tornar a ser rebatejada com Fengtian.
En l'actualitat, és un dels principals centres industrials de la Xina, així com un important centre de distribució a la zona nord-est del país. Posseeix el major aeroport de la zona.

## Llocs d'interès
- Palau Imperial: construït el segle xvii pel líder manxú Nurhaci i acabat pel seu successor, Abahai el 1634. És, després del de Pequín, el segon conjunt de palaus imperials de la Xina per la seva extensió. La part principal està construïda de manera que recorda una tenda dels nòmades. Era la zona destinada a despatxar els afers polítics.
- Mausoleu Fu (Tomba de l'Est) la va fer construir l'emperador Abahai perquè hi reposessin les restes del seu avi, Nurhaci, que va escollir la ciutat com a capital i la seva emperadriu Yehenala. La construcció va començar el 1629 i no estar finalitzat fins al 1651.
- Tomba del nord (Bei Ling): construïda per al fundador de la dinastia Qing, l'emperador Huang Taiji. Allotja també les restes de la que va anar la seva emperadriu, Xiaoduanwen. Ocupa una àrea de 450 m². S'hi accedeix pel camí dels esperits, envoltat de diverses estàtues d'animals.

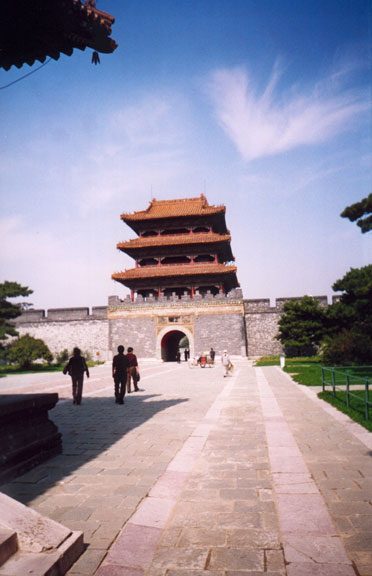
Tomba del nord a Shenyang